# 柳原駅 (愛媛県)
柳原駅（やなぎはらえき）は、愛媛県松山市府中にある四国旅客鉄道（JR四国）予讃線の駅である。駅番号はY49。

## 歴史
当駅の開設に当たっては、予讃線の伊予北条駅 - 松山駅間の開業時に、隣接する粟井地区と誘致合戦を繰り広げた。当時は粟井地区に駅開業が決まり、以降30年駅は未開設のままであった。
その後、1961年（昭和36年）6月1日に駅は開設され、開業初日は住民総出で祝ったという。だが、1980年（昭和55年）頃では朝夕上下7本のみの停車で、一日の平均乗降客は14人だった。1982年（昭和57年）8月の時刻表でも上下9本（休日7本）のみであった。
柳原とは地域名とともに京都の公家柳原家に由来する。1720年以前より使われながら、河野村時代は大字別府字柳原、北条市合併後も同じく字名としての存在だった。しかし、字名のほうがしだいに有名になり、1952年（昭和27年）2月4日に大字別府と分離、北条市柳原となった。
- 1961年（昭和36年）6月1日：開業[3][6]。旅客のみを取り扱う駅員無配置駅[7]。
- 1987年（昭和62年）4月1日：国鉄分割民営化により、JR四国の駅となる[3]。

## 駅構造
1面1線の地上駅で無人駅だが、自動券売機が設置されている。

なお、当駅で発券される乗車券は、JR東日本北上線の柳原駅と区別するため、「（讃）柳原」と表示される。

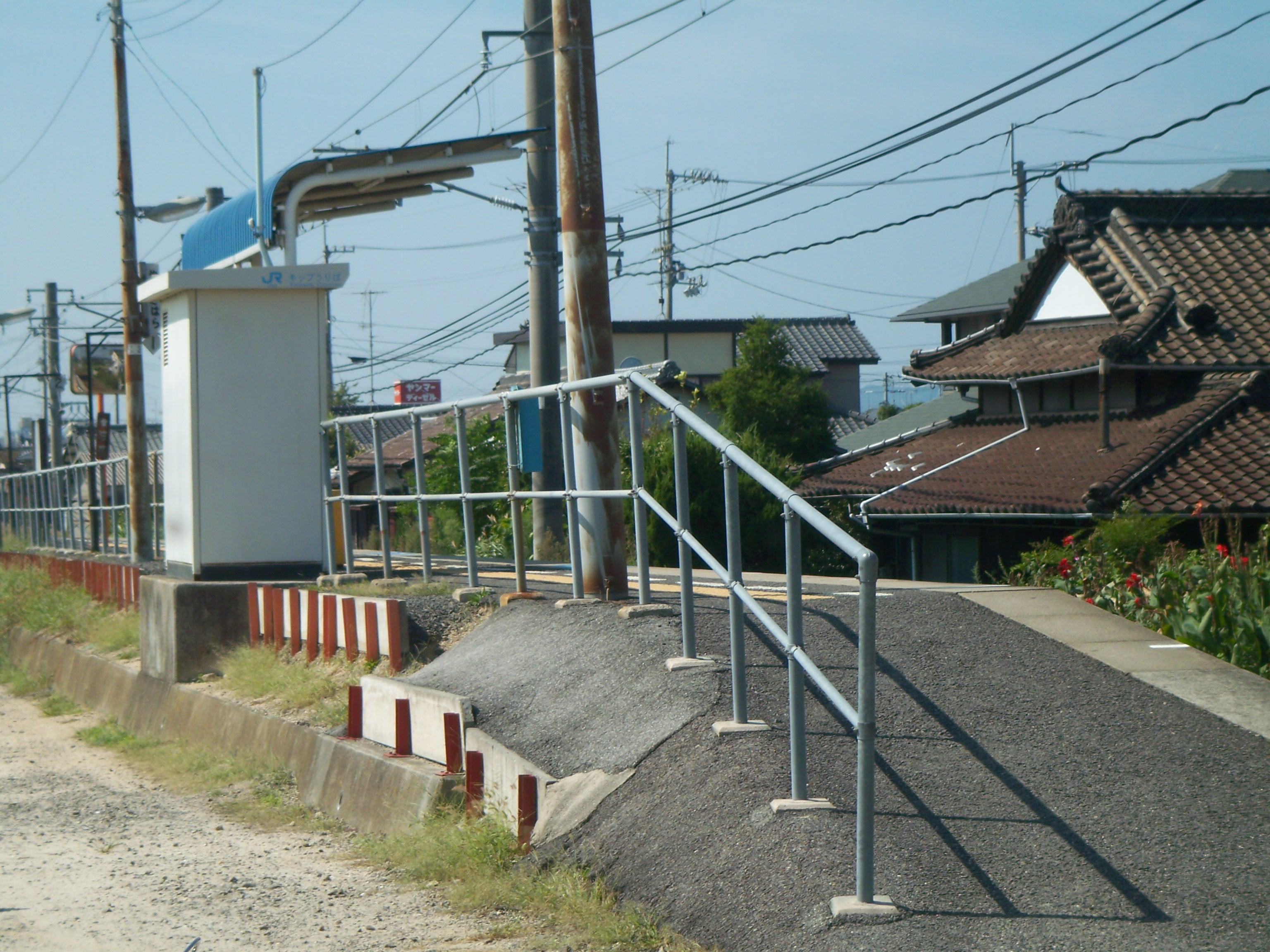
駅入口（2008年9月）

## 駅周辺
- 松山市役所北条支所河野出張所
- 松山市立北条南中学校
- 松山市立河野小学校
- 国道196号（松山北条バイパス）
- 愛媛県道179号湯山北条線（今治街道）
- 柳原郵便局
- 河野別府公園（文化の森公園）
- 愛媛信用金庫 北条支店
- 高縄神社
- 善応寺

## 隣の駅
四国旅客鉄道（JR四国）
■予讃線
伊予北条駅 (Y48) - 柳原駅 (Y49) - 粟井駅 (Y50)